# 若嶋津六夫
若嶋津 六夫（わかしまづ むつお、1957年1月12日 - ）は、鹿児島県熊毛郡中種子町（種子島）出身で二子山部屋所属の元大相撲力士。最高位は東大関。身長188cm、体重125kg。本名は日高 六男（ひだか むつお）。
妻は同じ鹿児島県出身で元アイドル歌手の高田みづえ（若嶋津が幕内に昇進した頃に雑誌のインタビューで「理想の女性は」と聞かれてみづえの名を出していた。それから4年ほど後に実際に結婚することとなる）。南国出身の精悍な顔立ちで、「南海の黒豹（クロヒョウ）」の異名で呼ばれ、当時人気だった少年漫画『キャプテン翼』の登場人物の名前にも起用されるなど、人気の高い力士だった。みづえとの間に1男1女があり、長男は元俳優の勝信、長女は女優・モデルのアイリ。

## 来歴
1957年、種子島中部の中種子町で農漁業を営む両親の下に、8人兄妹の末っ子、名前の通り六男として生まれた。小学校卒業と同時に家族と共に鹿児島市に移った。鹿児島市立甲南中学校では、歌手の長渕剛と同級生であった。中学3年時、下校途中に鹿児島商工高校（現・樟南高校）相撲部監督の坂口純治に勧誘され、翌年同高に入学。高校3年時には茨城国体の高校団体の部での優勝に貢献した。その坂口に二子山部屋を紹介され、入門に至った。

### 入門～大関昇進まで
1975年（昭和50年）3月場所、初代若乃花の二子山部屋から本名の日高で初土俵。同期生には同部屋の太寿山、後の大関霧島、井筒3兄弟の長男鶴嶺山がいた。
この場所、部屋の先輩にあたる大関貴ノ花の幕内優勝を目撃し、力士としては軽量になる自分と重ね合わせた。
初土俵から丸5年経った1980年（昭和55年）3月場所に新十両昇進。同時に四股名を若島津に改める。学生出身力士のまだまだ少なかった当時、「高校出は大成しない」と言われながらも、左下手を取って右から絞って攻める取り口で十両を5場所で通過し1981年（昭和56年）1月新入幕。10勝5敗の成績をあげて敢闘賞を受賞した。
1981年（昭和56年）11月場所は西前頭4枚目の地位で横綱北の湖から初金星を獲得、翌年1月場所でも西前頭2枚目の地位で北の湖から2場所連続で金星を獲得するなど12勝3敗の成績を挙げ技能賞を受賞。3月場所では小結を飛び越えて西関脇に昇進。7月場所で一度小結に落ちたが10勝を挙げ関脇に復帰、9月場所と11月場所では2場所連続12勝3敗という好成績を残し、大関昇進の目安となる直近3場所合計34勝に到達したため1983年（昭和58年）1月場所で念願の大関昇進を果たした。

### 大関昇進後～横綱を逸する
1983年9月場所より四股名を若島津六男から若嶋津六夫に改名する。大関昇進後はほぼ安定して11勝前後をあげ、次の横綱は若嶋津を推す声も日に日に強くなっていた。1984年（昭和59年）3月場所は14勝1敗で初優勝。初の綱取りとなった翌5月場所は9勝6敗に終わるが、7月場所では15戦全勝で2度目の幕内優勝を果たす。2度目の綱取りだった同年9月場所では、若嶋津も終盤まで優勝争いに加わったが、平幕ながら千秋楽まで優勝争いに絡んでいた小錦と、多賀竜にそれぞれ敗れたのが大きく響き、結局11勝4敗に終わり連続優勝と綱取りを惜しくも逸した。11月場所も11勝4敗だったが、同1984年の年6場所の成績は71勝19敗を挙げ、自身唯一の年間最多勝を獲得した。
翌1985年（昭和60年）2月、当時アイドル歌手だった高田みづえとの婚約を発表し、その席で高田は同時に芸能界引退を表明。婚約直後の3月場所では、千秋楽まで優勝争いに絡んだものの、同大関の朝潮との12勝2敗同士の相星決戦で敗れ、3度目の幕内優勝は果たせなかった。5月場所は3度目の横綱挑戦だったが、横綱千代の富士には勝利したものの10勝5敗に終わり失敗、さらにこれが自身最後の2ケタ勝ち星となった。7月場所は7日目の大錦戦で左の肩と肘を捻挫して途中休場。その後は千秋楽まで優勝争いに加わることは無くなり、横綱へのチャンスは二度と巡ってこなかった。

### 成績不振～現役引退
初の大関角番となった翌9月場所は、体調が万全では無かったものの9勝6敗となんとか勝ち越して角番を脱出。その9月場所直後の9月27日、みづえと結婚披露宴を挙げた。結婚を機に復活をと行きたいところだったが、次の11月場所は3勝12敗と全盛期を知る者には信じられない無残な成績を残す。ちなみに大関での皆勤場所12敗は、1980年11月場所の増位山以来の当時のワーストタイ記録だった。
1986年1月場所は8勝7敗でギリギリ勝ち越したものの、翌3月場所は千秋楽に敗れて7勝8敗と皆勤負け越し。それ以降もケガや内臓の病気、糖尿病の発症により、勝ち越しても1ケタ勝ち星（8・9勝）に終わる苦しい土俵が続いていた。
1986年11月場所は10日目まで2敗を守り久々に優勝争いを演じるが、終盤5連敗を喫し結局は8勝7敗に終わる。1987年1月場所は10日目から6連敗で5勝10敗と負け越し。4度目の角番だった3月場所は8勝7敗と再度角番を脱するも、これが現役最後に勝ち越した場所となった。翌5月場所は12日目で4勝8敗と負け越しが決まり、さらにケガの悪化のため13日目から途中休場。自身5度目の大関角番となった翌7月場所は、初日に起利錦、2日目に益荒雄と良い所無く2連敗、翌3日目に現役引退を表明した。結局、新弟子当時「ワリバシ」とあだ名された軽量と、高校相撲時代に身についてしまった下手投げ主体の取り口が最後まで祟る格好となった。

### 引退後
引退後は年寄・松ヶ根を襲名し、二子山部屋の部屋付き親方として後進の指導にあたった。1988年（昭和63年）1月に行われた引退相撲では特別企画として当時入門直前だった花田勝（後の横綱・3代目若乃花）と花田光司（後の横綱・2代目貴乃花）との稽古が行われた。この引退相撲の時には既に体重は100kgを下回っていた。その後、1990年（平成2年）2月に二子山部屋から独立して松ヶ根部屋を設立。師匠として若光翔、若孜（中尾）、春ノ山、松鳳山の4人を幕内力士まで育て上げた。2010年（平成22年）松谷が十両に昇進し、部屋から5人目の関取となるも、同年に発覚した大相撲野球賭博問題で、6月に2度にわたって行われた調査の際に松谷らが事件への関与を相撲協会に申告せずに隠していたこと、そして7月には、20年前から大阪場所の宿舎として使用しているビルが暴力団関係者の男性から借りたものだったことが相次いで明らかとなり、1996年（平成8年）から14年間務めた審判委員を解任され、平年寄へ降格する処分を受けた。
2012年（平成24年）2月より日本相撲協会副理事となり、審判部副部長、巡業部副部長を歴任。1期務め上げた後の2014年（平成26年）4月からは理事に就任し、九州場所担当部長となった。同年12月に年寄・12代二所ノ関を襲名。部屋の名称は松ヶ根部屋から二所ノ関部屋に変更され、2013年1月に消滅した一門の総帥部屋が復活した。小結松鳳山ら、部屋所属の関係者も全員二所ノ関部屋所属となった。2016年1月の理事候補選挙で再選を果たし、同年3月の職務分掌では審判部長に就任した。
かつて本場所開催中はスポーツニッポンに解説「黒豹が斬る」を連載していた。
2016年（平成28年）7月31日、「昭和の大横綱」こと千代の富士・13代九重が61歳で死去した際、「寂しい。何とも言いようがない気持ち」と、現役時代の戦友だった死を惜しんでいる。
2017年（平成29年）1月12日、満60歳の誕生日を迎える。数日後に二所ノ関自ら赤い羽織・帽子を着用し、妻のみづえらと共に還暦を祝っていた。
2017年10月19日に千葉県船橋市内の路上で転倒・頭部を強打した処を通行人に発見され、緊急搬送先の同市内の病院にて頭部の手術を受け、一時は意識不明の重体だったが、辛うじて生命は取りとめた。路上で転倒する前に訪れた温泉施設でも倒れて体調不良を訴えていたため、施設利用と関係あったのではないかとの指摘もあるが詳細はわかっていない。なお、同年11月場所の審判部長の職務は療養するため担当せず、審判部長の経験もある9代伊勢ヶ濱が職務代理を務めた。
2018年1月場所、3月場所も引き続き休場となり、1月場所では11代出羽海が、3月場所では13代境川が代理を務めた。
二所ノ関部屋付きの13代湊川が2017年12月27日に語ったところによると、意識が戻り、手の動きで意思の疎通ができる程度に回復している。
13代湊川によると2018年1月中旬の時点では「だいぶ回復しているが、協会のためにがんがん働けるわけじゃない」といい、このことから2018年2月2日の理事候補選挙は不出馬。同年3月28日の職務分掌では役員待遇委員に退き、指導普及副部長となった。5月場所開催中の5月10日、家族に付き添われて両国国技館を訪れ、八角理事長らに挨拶のおりは杖もつかずに一人で歩行し「会話もした」と芝田山広報部長が語っている。
7月場所3日目の2018年7月10日、9代陸奥達と会場の愛知県体育館内を歩行中、マスメディアから写真撮影の要望に対して、二所ノ関は「そうか、良いよ」と快諾。手術後久々に公の場で、元気な姿を現した。
自身の65歳の誕生日（日本相撲協会の規定で年寄は65歳の誕生日前日限りで停年となる）である2022年1月12日を前にした2021年12月2日、日本相撲協会理事会で荒磯部屋師匠の16代荒磯（元横綱・稀勢の里）と年寄名跡を交換するとともに、二所ノ関部屋は部屋付きの18代放駒（元関脇・玉乃島）が継承することが同月24日付で承認された。これに伴い荒磯部屋は二所ノ関部屋（新）へ、二所ノ関部屋（旧）は放駒部屋へそれぞれ改称され、二所ノ関部屋の師匠を退任した自身は17代荒磯として放駒部屋付きになった。定年に際しては「今はただ相撲協会や支えてくれた方々に感謝しかありません。いい相撲人生を送らせていただきました。これからも相撲界の発展のため、微力ながら貢献したいと思います」と心境を語った。停年後は再雇用制度により参与として引き続き日本相撲協会に在職していたが、再雇用の期限を残しつつ、2023年7月21日付で荒磯を元琴勇輝の北陣親方へ譲り退職した。
2024年2月5日に元4代朝潮のお別れの会に出席。土俵上では激しいバトルを演じたが、私生活では家族ぐるみで旅行をしたり食事したりと仲が良かった。頭部を手術した影響もあって同時点でもリハビリ中。言葉は少ないものの「寂しいね。私の左下手と（朝潮の）右上手の投げ合い。酒もよく飲んだし、いろいろと家族ぐるみの付き合いもさせてもらって有りがたかった」としのんだ。

## エピソード

### 昭和59年9月場所
- この場所の優勝争いは13日目の時点で1敗で西前頭12枚目・多賀竜が先頭に立ち、2敗で東大関・若嶋津と西前頭6枚目・小錦が追う展開となっていた。本来であれば14日目に若嶋津は東張出横綱・千代の富士と対戦するはずだったが、2人の平幕力士が優勝争いをしていたことで当時の審判部を悩ませた。その理由として、以下の5点が挙げられた：
  - 平幕で優勝争いをしている力士は、番付の位置に関係なく大関以上との対戦が必要だった。
  - 若嶋津が優勝した3月場所と7月場所は、千代の富士が休場しており対戦がなかった。その間の5月場所では若嶋津は千代の富士に完敗している。従って千代の富士対若嶋津の対戦は若嶋津の横綱昇進を判断する上でも必要だった。
  - 若嶋津は小錦に敗れており、優勝争いの点でも1敗の多賀竜との対戦は必要だった。
  - 小錦は横綱隆の里を下しており、優勝争いを考えると千代の富士との対戦は必要だった。
  - 千秋楽の横綱対決（千代の富士対隆の里）は外すことができない。

※結局14日目に組まれた割は多賀竜対若嶋津と、小錦対千代の富士であった。千秋楽結びの一番は千代の富士対隆の里が組まれたことによって若嶋津にとって唯一の対横綱戦である千代の富士戦がなくなってしまった。これにより横綱昇進を判断する材料を協会自ら消したのではないかと、相撲協会の取組編成のやり方が当時問題視されたが、結果的に若嶋津は多賀竜に敗れて3敗となり、優勝も横綱昇進も逃した。
※千秋楽、多賀竜には大関朝潮、小錦には大関琴風を当てたため、朝潮対琴風戦の大関対決も消滅した。現在では珍しくない現象であるが、当時にあっては大関以上同士の取組が休場以外の理由で消滅するのは例外的な出来事であった。

### 合い口
- 「昭和の大横綱」と呼ばれた北の湖とは、北の湖が引退間際の時期であったこともあって、優位に立っていた。2度の優勝はいずれも千秋楽前に北の湖に勝って決めている。
- 反面、北の湖と同じく「昭和の大横綱」だった千代の富士には全く相性が悪く、28回の取組中僅か3勝と一方的な対戦成績だった。それでも1985年3月場所では、若嶋津と星1つの差で追う千代の富士を左四つがっぷりの力相撲の末、下手投げで倒した時館内は大騒ぎであった。若嶋津本人も生涯最高の相撲と自賛するほどで、大相撲史上に残る大熱戦だった。続く5月場所でも、千代の富士の優勝決定後の取組ではあったが、前場所同様に左四つ右上手の体勢に持ち込んで寄り切りで連勝、千代の富士に両国国技館での初黒星をつけた。
- また横綱・双羽黒にも当初は7勝3敗と得意にしていたが、その後4連敗を喫して互角の成績に。ほか、のちに横綱へ昇進した北勝海と大乃国には、共に力関係が逆転して負け越している。さらに、のち横綱・旭富士にも1985年9月までは9勝1敗とカモにしており、旭富士の突っ張りにも動じず上手く組みとめていたが、その後は簡単に土俵を割ることが多くなり、1985年11月以降は引退まで10連敗を喫してしまった。
- 大関では、朝潮に対戦成績では7つの差で勝ち越し。ライバル視されていた北天佑とはほぼ互角の成績だった。
- その他大関では、琴風と小錦を大の苦手にしており、結果的に千代の富士・琴風・小錦に対する成績不振が横綱昇進を遠ざけたという声も少なくない。もともと痩せ型で、大関昇進後も「もっと胸を厚くしないと四つに組んだときに不利」と親方から言われていたが、思うように体重が増えず、特に大型力士には自分十分の四つに組んでも分が悪かった。
- 若嶋津の引退後に大関と成った、霧島と幕内での初対戦は1984年7月場所14日目、前日若嶋津は13戦全勝で2度目の幕内優勝を決めた翌日に実現。この取組では若嶋津が送り出しで勝ち大関の面目を保った。だが、優勝を決めた翌日の相手が新入幕で、さらに同期入門（1975年3月場所）で同郷・鹿児島県出身の霧島とあって、さすがに若嶋津本人は「やりにくかった」と後年に語っている。なお霧島とは4回の取組中3勝したが、その内1敗は1985年11月場所9日目で、当場所での若嶋津は3勝12敗と絶不調だった。
- 関脇以下では、怪力を誇った出羽の花に対しても、14勝15敗と苦手としていた。また現役晩年には、益荒雄に初顔から4連敗で一度も勝てず、その益荒雄戦を最後に引退となった。

### 同期生・太寿山
- 同期で同部屋だった太寿山とは先を争うようによく稽古していたという。若嶋津と言えばライバルは北天佑と言われ、北天佑も若嶋津をライバル視していたとされるが、若嶋津本人は「俺のライバルはずっと太寿山だった」と語っている。
- 新弟子の頃、親方や兄弟子よりも怖かったのが地震だったという。夜中に地震があると、当時枕を並べていた太寿山にしがみついたことがしばしばあったという。
- ある時、焼肉屋で太寿山が16人前を平らげたのに対抗して、若嶋津も12人前と丼飯3杯・冷麺1杯・アイスクリームを無理に胃に詰め込んだが、店を出た途端に全部吐き戻してしまい、彼は余りの辛さに「俺、もう普通の人になりたいよ」とこぼしたという。若嶋津が普段から軽量に悩み、力士に必要な体重の増量に苦労していたことを物語る逸話である[5]。

### その他
- 若嶋津と霧島（一）の2人は初土俵が同じ1975年3月場所（但し学年は若嶋津が3年歳上）で、奇遇にも共に鹿児島県出身で、さらに美男力士としても人気・定評があった。そして2人は最高位が大関の地位で引退したが、揃って「年間最多勝」の受賞にも輝いた（他に最高位が大関で年間最多勝の獲得者は、栃ノ心・朝乃山・貴景勝・霧島（鐵）の4人が居る）。
- 現役時代、時価1億5000万円という大相撲史上最も高価な化粧回しを後援者から贈られたことがあった。化粧回し本体は500万円ほどだったが、装飾として10カラットのダイヤモンドが埋め込んであるためにこのような値段になったという[33]。この化粧回しは余りにも高価で盗難の恐れがあるため、相撲部屋に置いておくことができず、盗難保険をかけた上で金庫に厳重に保管しているという。
- 東京ヤクルトスワローズのファンであり、場所のない時期には妻などと神宮球場などで試合観戦している様子が見られ、夫婦を目撃したという情報がブログやツイッターでもたびたび見受けられる[5]。
- 2020年6月10日放送分『戦え!スポーツ内閣』で、長女のアイリからは、「うちの父親はびっくりするくらい感動屋ですぐ泣きます」「私自身は1度も父に怒鳴られたりしたことはなくて、基本無口で8・9割、母親（高田みづえ）がしゃべっています」とも暴露された[34]。

## 主な成績
- 通算成績：515勝330敗21休 勝率.609
- 幕内成績：356勝219敗13休 勝率.619
- 大関成績：250勝145敗13休 勝率.633
- 現役在位：75場所
- 幕内在位：40場所
- 大関在位：28場所
- 通算（幕内）連続勝ち越し記録：18場所（1982年7月場所～1985年5月場所）
- 幕内2桁連続勝利記録：6場所（1983年5月場所～1984年3月場所）
- 年間最多勝：1984年（71勝19敗）
- 三賞：5回
  - 敢闘賞：2回（1981年1月場所、1982年9月場所）
  - 技能賞：3回（1982年1月場所、1982年9月場所、1982年11月場所）
- 金星：2個（北の湖2個）
- 連勝記録：20（1984年7月場所初日-1984年9月場所5日目）
- 各段優勝
  - 幕内最高優勝：2回（1984年3月場所、1984年7月場所）
  - 十両優勝：1回（1980年5月場所）
  - 序ノ口優勝：1回（1975年5月場所）

### 場所別成績
| | 一月場所 初場所（東京） | 三月場所 春場所（大阪） | 五月場所 夏場所（東京） | 七月場所 名古屋場所（愛知） | 九月場所 秋場所（東京）   | 十一月場所 九州場所（福岡） |
| --- | ----------------------- | ----------------------- | ----------------------- | --------------------------- | ------------------------- | --------------------------- |
| 1975年 （昭和50年） | x                       | （前相撲）              | 東序ノ口7枚目 優勝 7–0  | 東序二段12枚目 4–3          | 東三段目74枚目 2–5        | 西序二段18枚目 4–3          |
| 1976年 （昭和51年） | 東序二段筆頭 5–2        | 西三段目50枚目 4–3      | 東三段目37枚目 2–5      | 東三段目62枚目 2–5          | 西三段目88枚目 休場 0–0–7 | 東序二段45枚目 7–0          |
| 1977年 （昭和52年） | 東三段目46枚目 6–1      | 西三段目筆頭 3–4        | 西三段目11枚目 3–4      | 西三段目22枚目 4–3          | 東三段目9枚目 5–2         | 東幕下45枚目 4–3            |
| 1978年 （昭和53年） | 西幕下36枚目 5–2        | 東幕下18枚目 5–2        | 西幕下7枚目 2–5         | 東幕下25枚目 4–3            | 西幕下19枚目 3–4          | 西幕下28枚目 2–5            |
| 1979年 （昭和54年） | 西幕下50枚目 4–3        | 東幕下44枚目 5–2        | 西幕下26枚目 4–3        | 西幕下19枚目 3–4            | 東幕下28枚目 4–3          | 西幕下22枚目 6–1            |
| 1980年 （昭和55年） | 東幕下5枚目 6–1         | 西十両13枚目 9–6        | 西十両10枚目 優勝 10–5  | 東十両4枚目 6–8–1           | 西十両8枚目 10–5          | 東十両2枚目 9–6             |
| 1981年 （昭和56年） | 東前頭12枚目 10–5 敢    | 東前頭4枚目 4–11        | 西前頭9枚目 8–7         | 東前頭8枚目 8–7             | 東前頭3枚目 7–8           | 西前頭4枚目 8–7 ★           |
| 1982年 （昭和57年） | 西前頭2枚目 12–3 技★    | 西関脇 8–7              | 西関脇 7–8              | 東小結 10–5                 | 東関脇 12–3 技敢          | 東関脇 12–3 技              |
| 1983年 （昭和58年） | 西張出大関 10–5         | 東張出大関 8–3–4        | 西張出大関 13–2         | 西大関 11–4                 | 西大関 13–2               | 東大関 11–4                 |
| 1984年 （昭和59年） | 東大関 11–4             | 東大関 14–1             | 東大関 9–6              | 東張出大関 15–0             | 東大関 11–4               | 東大関 11–4                 |
| 1985年 （昭和60年） | 東大関 9–6              | 西大関 12–3             | 西大関 10–5             | 西大関 4–4–7                | 西張出大関 9–6            | 西張出大関 3–12             |
| 1986年 （昭和61年） | 東張出大関2 8–7         | 西張出大関2 7–8         | 西張出大関2 9–6         | 西張出大関2 9–6             | 西張出大関 8–7            | 西張出大関 8–7              |
| 1987年 （昭和62年） | 東張出大関2 5–10        | 東張出大関2 8–7         | 西張出大関 4–9–2        | 西張出大関 引退 0–3–0       | x                         | x                           |
| 各欄の数字は、「勝ち-負け-休場」を示す。 優勝 引退 休場 十両 幕下 三賞：敢=敢闘賞、殊=殊勲賞、技=技能賞 その他：★=金星 番付階級：幕内 - 十両 - 幕下 - 三段目 - 序二段 - 序ノ口 幕内序列：横綱 - 大関 - 関脇 - 小結 - 前頭（「#数字」は各位内の序列） |                         |                         |                         |                             |                           |                             |

## 合い口
- 元横綱・北の湖には8勝6敗。最後の勝利は1984年7月場所で、決まり手は上手投げ。
- 元横綱・千代の富士には3勝25敗。最後の勝利は1985年5月場所で、決まり手は寄り切り。
- 元横綱・双羽黒には7勝7敗。大関同士の対戦は2勝2敗、双羽黒の横綱昇進後は3敗。最後の勝利は1986年5月場所で、決まり手は吊り出し。
- 元横綱・北勝海には9勝13敗。大関同士の対戦は2勝3敗、北勝海の横綱昇進前に若嶋津が引退したため対戦なし。最後の勝利は1987年1月場所で、決まり手は突き落とし。
- 元横綱・大乃国には10勝13敗(不戦敗1を含む)。大関同士の対戦は3勝8敗、大乃国の横綱昇進前に若嶋津が引退したため対戦なし。最後の勝利は1987年3月場所で、決まり手は寄り切り。
- 元横綱・旭富士には9勝12敗(不戦敗1を含む)。
- 元大関・増位山には1敗。
- 元大関・琴風には7勝16敗。大関同士の対戦は5勝8敗。最後の勝利は1985年3月場所で、決まり手は下手ひねり。
- 元大関・朝潮には20勝13敗。大関同士の対戦は13勝8敗。最後の勝利は1987年3月場所で、決まり手は寄り切り。
- 元大関・北天佑には17勝15敗。最後の勝利は1986年11月場所で、決まり手は寄り切り。
- 元大関・小錦には2勝10敗。
- 元大関・霧島には3勝1敗。

## 幕内対戦成績
| 力士名   | 勝数 | 負数 | 力士名   | 勝数 | 負数 | 力士名     | 勝数 | 負数  | 力士名 | 勝数 | 負数 |
| -------- | ---- | ---- | -------- | ---- | ---- | ---------- | ---- | ----- | ------ | ---- | ---- |
| 青葉城   | 9    | 2    | 朝潮     | 20   | 13   | 旭富士     | 9    | 12(1) | 天ノ山 | 2    | 1    |
| 荒勢     | 1    | 0    | 板井     | 9    | 0    | 岩波       | 1    | 0     | 大潮   | 7    | 3    |
| 巨砲     | 23   | 3    | 大錦     | 7(1) | 4    | 大乃国     | 10   | 13(1) | 大豊   | 2    | 1    |
| 魁輝     | 6    | 2    | 北の湖   | 8    | 6    | 騏ノ嵐     | 3    | 0     | 霧島   | 3    | 1    |
| 起利錦   | 1    | 1    | 麒麟児   | 18   | 1    | 蔵間       | 13   | 2     | 黒瀬川 | 4    | 0    |
| 黒姫山   | 1    | 2    | 高望山   | 7    | 1    | 琴ヶ梅     | 5    | 3     | 琴風   | 7    | 16   |
| 琴千歳   | 2    | 0    | 小錦     | 2    | 10   | 斉須       | 3    | 0     | 蔵玉錦 | 3    | 1    |
| 逆鉾     | 11   | 5    | 佐田の海 | 17   | 3    | 嗣子鵬     | 3    | 1     | 陣岳   | 7    | 0    |
| 大徹     | 5    | 0    | 孝乃富士 | 1    | 0    | 高見山     | 5    | 2     | 多賀竜 | 7    | 1    |
| 玉ノ富士 | 2    | 0    | 玉龍     | 4    | 0    | 千代の富士 | 3    | 25    | 寺尾   | 3    | 1    |
| 出羽の花 | 14   | 15   | 栃赤城   | 2    | 2    | 栃司       | 1    | 5     | 栃剣   | 4    | 0    |
| 栃乃和歌 | 0    | 1(1) | 栃光     | 6    | 3    | 花乃湖     | 1    | 2     | 播竜山 | 0    | 2    |
| 富士櫻   | 4    | 2    | 双羽黒   | 7    | 7    | 鳳凰       | 2    | 0     | 北天佑 | 17   | 15   |
| 北勝海   | 9    | 13   | 増位山   | 0    | 1    | 舛田山     | 7    | 1     | 益荒雄 | 0    | 4    |
| 東洋     | 5    | 2    | 水戸泉   | 2    | 1    | 両国       | 0    | 1     | 若瀬川 | 1    | 0    |
| 若の富士 | 4    | 0    | 鷲羽山   | 1    | 3    |            |      |       |        |      |      |

## 改名歴
- 日高 六男（ひだか むつお）1975年3月場所 - 1980年1月場所
- 若島津 六男（わかしまづ むつお）1980年3月場所 - 1983年7月場所
- 若嶋津 六夫（わかしまづ むつお）1983年9月場所 - 1987年7月場所

## 年寄名変遷
- 松ヶ根 六男（まつがね むつお）1987年7月7日 - 2014年12月1日
- 二所ノ関 六男（にしょのせき むつお）2014年12月1日 - 2021年12月23日
- 荒磯 六男（あらいそ むつお）2021年12月24日 - 2023年7月21日

## メディア出演

### CM
- 藤和不動産（1984年）